# Пушков, Константин Георгиевич
Константин Георгиевич Пушков — советский хозяйственный и политический деятель.

## Биография
Родился в 1909 году. Член КПСС с 1932 года.
До 1940 года — комсомольский и советский работник в Московской области.
В 1940—1945 гг. — председатель Балашихинского райисполкома.
В 1948—1949 гг. — председатель Люблинского горисполкома.
В 1949—1954 гг. — председатель Кунцевского райисполкома.
В 1954—1960 гг. — первый секретарь Кунцевского горкома КПСС.
В 1961—1963 гг. — заместитель председателя Московского облисполкома.
В 1963—1964 гг. — первый заместитель председателя Московского промышленного облисполкома.
В 1965—1969 гг. — заместитель председателя Московского облисполкома.
Избирался депутатом Верховного Совета РСФСР 6-го созыва. Делегат XX и XXI съездов КПСС.
Умер в 1991 году в Москве.

## Награды
- Орден Ленина (01.02.1957)
- Орден Отечественной войны II степени (01.02.1945)
- Орден Трудового Красного Знамени (14.12.1966)